# Sur la route du papier
Sur la route du papier est un ouvrage de l'écrivain et spécialiste des matières premières, géographe et grand voyageur Erik Orsenna, qui convie ici le lecteur à un nouveau voyage à la poursuite du papier.

## Présentation et contenu
Après Voyage aux Pays du coton en 2006 puis L'Avenir de l'eau en 2008, Erik Orsenna décrypte un nouvel aspect de la mondialisation, cette fois à travers l'histoire du papier. Ce papier, instrument vital de l'écrivain, outil de la mémoire et « dépositaire de tous les anciens temps », outil toujours actuel sous diverses formes que la technologie met à disposition et qu'on recycle maintenant jusqu'à 60 %.
On part[style à revoir] ainsi à la découverte de la bibliothèque murée de Dunhuang, ultime cité chinoise de la route de la soie, qui contient les plus vieux papiers du monde, de la Bibliothèque nationale de France et ses anecdotes comme la maniaquerie de Victor Hugo n'écrivant Les Misérables que sur du papier azuré ou Les Travailleurs de la mer sur du papier blanc.
Il est optimiste sur l'avenir du papier et ne s’arrête pas à quelque funeste prévision, le déclin des journaux, la stagnation du support papier concurrence par des systèmes à écran. On[Qui ?] oscille entre la forêt canadienne et celle des Landes, du Japon, du Brésil, de l'Italie jusqu'en Inde, on entre dans la fabrication de cette « soupe de fibres qu'on étale puis qu'on assèche ».

## Commentaires critiques
- « Infatigable voyageur, Erik Orsenna se penche à nouveau sur l'éclatement des frontières et des cultures, en regardant de près la fabuleuse histoire du papier et des livres. Un récit d'aventurier et d'écrivain. » (L'Express du 29 février 2012)
- « Une façon pour cet éternel voyageur de nous faire parcourir le monde et les époques. Et pour Erik Orsenna, l'écrivain, ce livre est aussi un hommage au papier, son compagnon privilégié de lecture et d'écriture". » (Marie Pujolas, France-TV du 2 mars 2012)